# 查佩奧爾科山
13°04′30″S 74°57′38″W / 13.07500°S 74.96056°W
查佩奧爾科山（Chapi Urqu），是秘魯的山峰，位於該國中南部萬卡韋利卡大區，由萬卡韋利卡省的瓦喬科爾帕區負責管轄，屬於安地斯山脈的一部分，海拔高度4,800米。